# 季節の灯
季節の灯（きせつのとう）は、日本のロックバンドACIDMANの9thシングル。2005年10月19日発売

## 概要
- 「world symphony」、『and world』との3ヶ月連続リリースの第一弾。
- 「world symphony」とは「静と動(REST&ACT)」と言うコンセプトで対比されている。
- 既存の楽曲を大幅にアレンジした「second line」を初めて収録。
- メジャーデビュー以降初めて外部ミュージシャンが参加している。

## 収録曲
1. 季節の灯(6:45)
2. spaced out(second line)(4:13)
1stアルバム『創』に収録されている「spaced out」をアコースティックアレンジしたもの。

作詞：大木伸夫、作曲：ACIDMAN

## 収録アルバム
- and world (#1)
- ACIDMAN THE BEST (#1)

## 参加ミュージシャン（#1）
- 河野圭（ストリングス･アレンジ）
- グレート栄太ストリングス（ストリングス）